# Didier Lamkel Zé
Didier Lamkel Zé, né le 17 septembre 1996 à Bertoua au Cameroun, est un footballeur international camerounais qui joue au poste d'ailier gauche au Qingdao Hainiu.

## Carrière de joueur

### En club

#### Formation
Didier Lamkel Zé est formé à l'Académie des Brasseries du Cameroun.[réf. nécessaire]

#### LOSC
En décembre 2014, Lamkel Zé va faire un essai en France au LOSC, le club de Lille.[réf. nécessaire]
Il y signe un contrat de stagiaire pro le 5 janvier 2015 pour une durée de 2 ans et joue avec les U19.[réf. nécessaire]

#### Chamois Niortais
Le 18 juin 2016, Didier Lamkel Zé signe son 1er contrat professionnel au Chamois Niortais, en Ligue 2. Il y a signé un contrat portant sur 3 saisons.[réf. nécessaire]

#### Royal Antwerp FC
Le 24 juillet 2018, il quitte la France et rejoint la Jupiler Pro League, en Belgique, au Royal Antwerp FC

Le 1er août 2022, après de nombreuses frasques au cours des dernières années, amenant le club anversois a vouloir s'en séparer, Lamkel Zé refait des siennes. Alors qu'il devait signer son transfert avec le club chypriote de l'Omonia Nicosie (il aurait même signé un contrat de trois ans d'après le club), il ne s'est pas présenté aux tests médicaux, ayant reçu une meilleure offre du club hongrois de Ferencvaros TC. Bilan, au 18 août 2022, il est toujours à l'Antwerp qui n'en veut plus et l'Omonia Nicosie a déposé plainte à la FIFA, plainte qui pourrait amener l'Antwerp à devoir payer une compensation aux Chypriotes.

#### KV Courtrai
Alors que les médias annoncent que le Standard de Liège est tout proche de signer le camerounais, Didier Lamkel Zé signe finalement, le 23 août 2022, un contrat de 3 saisons au KV Courtrai.[réf. nécessaire]
Le 1er février 2023, Lamkel Zé quitte Courtrai, sous forme d'un  prêt de 6 mois, pour le Wydad Casablanca au Maroc. Il résilie cependant sa location après seulement 2 mois et revient en Belgique le 10 avril 2023.[réf. nécessaire]

#### Hatayspor FK
Le 8 août 2023, Didier Lamkel Zé quitte définitivement Courtrai et la Belgique pour s'engager avec le club de Hatayspor FK, en Turquie. Il a signé un contrat pour 2 saisons, soit jusqu'en juin 2025.
Le 1er février 2024, le FC Metz officialise l'arrivée sous forme d'un prêt de 6 mois avec option d'achat (prix estimé à 1 millions d'euros) du joueur camerounais.
Auteur d'un seul petit but face au FC Lorient en 11 matchs, Lamkel Zé quitte une nouvelle fois le club Lorrain après une énième descente en Ligue 2.
Le 7 janvier 2025, libre de tout contrat, Didier Lamkel Zé s'engage avec le Saint-Trond VV jusqu'à la fin de la saison,.

### En équipe nationale
Le 8 juin 2017, il joue avec les jeunes du Cameroun un match face à l'équipe de France espoirs (défaite 3-1) au stade Dominique-Duvauchelle de Créteil.

## Statistiques
| Saison                | Club                       | Championnat           | Championnat | Championnat | Coupe(s) nationale(s) | Coupe(s) nationale(s) | Compétition(s) continentale(s) | Compétition(s) continentale(s) | Compétition(s) continentale(s) | Total | Total |
| Saison                | Club                       | Division              | M.          | B.          | M.                    | B.                    | Comp.                          | M.                             | B.                             | M.    | B.    |
| 2016-2017             | Chamois niortais           | Ligue 2               | 24          | 3           | 2                     | 0                     | -                              | -                              | -                              | 26    | 3     |
| 2017-2018             | Chamois niortais           | Ligue 2               | 31          | 7           | 4                     | 1                     | -                              | -                              | -                              | 35    | 8     |
| Sous-total            | Sous-total                 | Sous-total            | 55          | 10          | 6                     | 1                     | -                              | -                              | -                              | 61    | 11    |
| 2018-2019             | Royal Antwerp              | Division 1A           | 28          | 4           | 1                     | 0                     | -                              | -                              | -                              | 29    | 4     |
| 2019-2020             | Royal Antwerp              | Division 1A           | 25          | 6           | 6                     | 0                     | C3                             | 4                              | 1                              | 35    | 7     |
| 2020-2021             | Royal Antwerp              | Division 1A           | 21          | 8           | 2                     | 1                     | C3                             | 1                              | 1                              | 24    | 10    |
| 2021-2022             | Royal Antwerp              | Division 1A           | -           | -           | -                     | -                     | C3                             | -                              | -                              | 0     | 0     |
| Sous-total            | Sous-total                 | Sous-total            | 74          | 18          | 9                     | 1                     | -                              | 5                              | 2                              | 88    | 21    |
| 2021-2022             | DAC Dunajská Streda (prêt) | Fortuna Liga          | 7           | 2           | 1                     | 0                     | -                              | -                              | -                              | 8     | 2     |
| 2021-2022             | FK Khimki (prêt)           | Premier-Liga          | 3           | 2           | -                     | -                     | -                              | -                              | -                              | 3     | 2     |
| 2021-2022             | FC Metz (prêt)             | Ligue 1               | 7           | 3           | -                     | -                     | -                              | -                              | -                              | 7     | 3     |
| Sous-total            | Sous-total                 | Sous-total            | 10          | 4           | 1                     | 0                     | -                              | -                              | -                              | 11    | 4     |
| Total sur la carrière | Total sur la carrière      | Total sur la carrière | 55          | 10          | 4                     | 0                     | -                              | 0                              | 0                              | 59    | 10    |

## Palmarès
- Royal Antwerp
  - Coupe de Belgique
    - Vainqueur :  2020